# Катастрофа поїзда Г'янашварі (2010)
Катастрофа поїзда Г'янашварі — теракт, що стався 28 травня 2010 року в Західній Бенгалії, Індія. Пошкодження залізничного полотна спричинило сходження потяга з рейок, після чого він зіткнувся з товарним потягом, що їхав назустріч. Загинуло понад 148 людей, більше 200 травмовано.

## Сходження
Начальник місцевої поліції стверджує, що маоїсти взяли на себе відповідальність за виймання 46-сантиметрового шматка полотна. В 1:30 за місцевим часом 13-вагонний потяг, що проходив через ушкоджену ділянку, зійшов з рейок. Експрес проходив за маршрутом Хаура — Мумбаї. Після цього сталося зіткнення експреса з товарним потягом, що рухався назустріч. На місці події було знайдено 25 тіл, але кількість загиблих перевищувала 65. Згодом було виявлено, що залізниця була пошкоджена, а стикові накладки відпущені.
Спочатку не було з'ясовано, чи була аварія терактом. Міністр залізничного транспорту Мамата Банерджі повідомила, що підрив полотна був частиною "розрахованої атаки", яка спричинила катастрофу.

## Рятувальні роботи
Офіційно констатовано загибель 148 людей. Було залучено вертольоти індійської військової авіації, за допомогою них деяких поранених пасажирів було госпіталізовано.

## Відповідальність
Посадові особи Західної Бенгалії припускають, що теракт був скоєний маоїстами. Це підтвержується тим, що територія, де відбулася катастрофа, є "опорним пунктом" маоїстів-повстанців, а також тим, що за півтори години Комуністична партія Індії оголосила на місцевості чотириденний страйк.
Маоїсти оголосили 28 травня початком «чорного тижня», заявивши, що продовжать атаки, якщо влада не припинить операції з ліквідації їхніх формувань. Вранці 29 травня на залізничних коліях за 160 км від міста Руркела в штаті Орісса були виявлені і знешкоджені п'ять саморобних вибухових пристроїв.